# 卡魯魯
卡魯魯是哥倫比亞的城鎮，位於該國東南部，由沃佩斯省負責管轄，始建於1993年8月7日，面積6,981平方公里，海拔高度194米，2005年人口641，人口密度每平方公里0.09人。
1°01′N 71°18′W / 1.017°N 71.300°W